# Rue de Beaujolais-Saint-Honoré
Ne doit pas être confondu avec la rue de Beaujolais-Palais-Royal et avec la rue de Beaujolais-au-Marais.
La rue de Beaujolais-Saint-Honoré est une ancienne voie de l'ancien 1er arrondissement, actuel 1er arrondissement de Paris, en France.

## Description
La rue de Beaujolais commençait rue de Chartres-Saint-Honoré et finissait rue de Valois-Saint-Honoré. Dans la partie débouchant dans la rue de Valois, elle formait un passage large de moins de 4 m.

## Historique
La rue est ouverte par lettres patentes du 16 décembre 1779 à l'emplacement de l'hôpital des Quinze-Vingts en même temps que les rues de Chartres, de Montpensier, de Rohan et de Valois. Elle est nommée en l'honneur de Louis-Charles d'Orléans, comte de Beaujolais.
Du 12 thermidor an VI (30 juillet 1798) au 27 avril 1814, elle est nommée « rue Hoche », en l'honneur de Lazare Hoche.
La voie est supprimée lors du prolongement de la rue de Rivoli et de l’achèvement du palais du Louvre. L'aile au nord de la cour Marly occupe son emplacement.